# ثانوية المأمون
[انحياز]
ثانوية المأمون (مدرسة التجهيز) هي مدرسة ثانوية في مدينة حلب شماليَّ سوريا، أُنشِئت عام 1892، وهي من أشهر المدارس في المدينة، وقد خرَّجت العديد من الأعلام والمفكِّرين.

## تاريخ المدرسة
كانت الدولة العثمانية تُنشئ في مركز كل ولايةٍ ثانوية كاملة تسمِّيها المكتب الإعدادي ويتألف من أحد عشر صفًّا أو اثني عشر صفًّا حسب عدد سني الدراسة. برزت فكرة بناء هذا المركز التعليمي في مدينة حلب في الوقت الذي بدأ يأفُل نجم السلطنة العثمانية وتتقطع أجزاؤها. 
وفي عام 1892 صدر مرسوم (فرمان) من السلطان عبد الحميد الثاني يقضي بإحداث المكتب، وعندئذ أعطى والي حلب جميل حسن باشا الأمر بالإشادة، كلَّف البناء قرابة 30 ألف ليرة عثمانية ذهبًا حسب المصادر التاريخية.
ذُكرت المدرسة في معظم الكتب التي أرَّخَت لحلب في العصر الحديث مثل: كتاب (إعلام النبلاء في تاريخ حلب الشهباء) للشيخ محمد راغب الطبَّاخ، وكتاب (نهر الذهب في تاريخ حلب) للشيخ كامل الغزِّي، وكتاب (حلب في مئة عام) للأستاذ أسعد عنتابي والدكتورة نجوى عثمان.

## أسماء المدرسة
سُمِّيت ابتداء المكتب الإعدادي، ثم تغيَّر اسمُها إلى مدرسة المكتب السُّلطاني عام 1912، وأصبحت تستقبل الطلَّاب بعد إتمام دراستهم الإعدادية، وكان أغلبهم يدرسون في القسم الداخلي في المكتب السلطاني على نفقة الدولة، ولا سيَّما الأوائل منهم.
في عام 1919 تغيَّر اسم المكتب السُّلطاني إلى مدرسة التجهيز، وكان أولَ مدير لها توفيق الجابري الذي بقي 15 عامًا مديرًا لها. وفي عام 1933 انضمَّت دار المعلمين الابتدائية إلى مدرسة التجهيز وأصبح اسمها مدرسة التجهيز الأولى ودار المعلِّمين بحلب، وبقيت الثانوية الوحيدة الكاملة في شماليِّ سورية إلى عام 1946.
في عام 1947 تحوَّل اسم مدرسة التجهيز الأولى إلى ثانوية المأمون بعد فصل دار المعلِّمين عنها، واقترح هذا الاسم عبد الغني جودة الذي درس طالبًا في المدرسة، ثم عمل مدرِّسًا فيها، وجاءها بعد ذلك مديرًا متميِّزًا بين عامي 1945 و1953. وممَّن تولَّى إدارتها الأديب المترجم محمد فريد جحا. وما زالت المدرسة تنبض بالحياة تحت هذا الاسم حتى الآن.

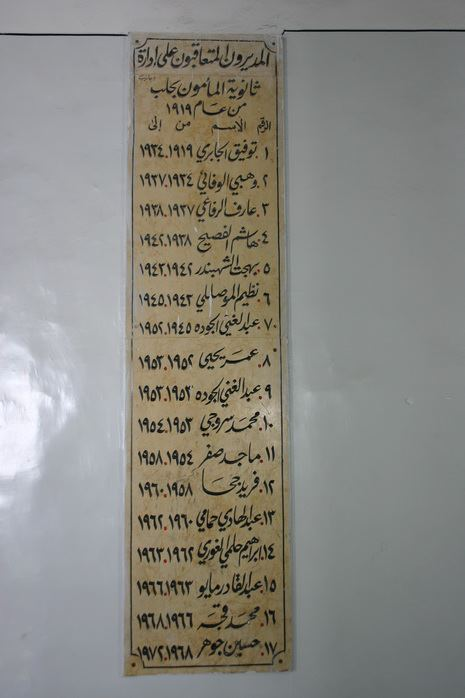
قائمة بأسماء مدراء ثانوية المأمون

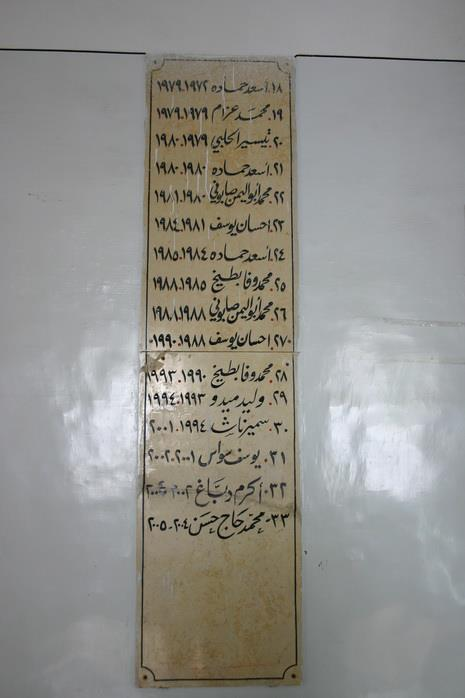
قائمة بأسماء مدراء ثانوية المأمون

## الموقع والتصميم

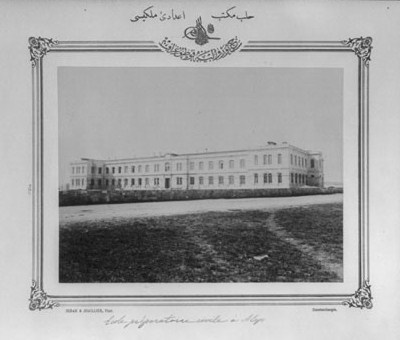
صورة تاريخية للمدرسة وهي حديثة الإنشاء

بُنِيَت المدرسة على مقربة من مركز المدينة باتجاه ساعة باب الفرَج، وعلى الضفَّة الغربية القريبة من نهر قويق، وعلى هَضْبة مرتفعة مفتوحة إلى الجهة الغربية المعروفة بلطف هوائها العليل.
وقد صمَّم هذا البناء مهندسٌ معماري فرنسي على شكل حرف (E) اللاتيني، وأقيم حولها حدائقُ وملاعبُ وسور، وبعد بناء الملحَقات المتتابعة بقيت هذه المساحاتُ الواسعة. وفي عام 1933 بُني ملحق مدرسة (التطبيقات التاجيَّة) نسبة لـ «تاج الدين الحسني» رئيس الحكومة آنذاك، وبعد انتقال «مدرسة التطبيقات» ودار المعلِّمين أُلحِقَت بالثانوية لتشمل ستَّ شعبٍ لصفَّي السادس والسابع، وبُني فوقها طابقٌ ثان لدار المعلِّمين الابتدائية، وإلى جانبها فسحة خُصِّصت لرياضة كرة الطائرة، وكرة السلة.

## مع الحَراك السياسي
لم تكن ثانوية المأمون في تاريخها الطويل بمعزل عن النضال السياسي، والتصدِّي للظلم والاضطهاد، بل كانت نقطة الانطلاق لذلك، حيث تجسَّد على مقاعدها اللحمة الوطنية والقومية، وواكبت كلَّ قضايا الوطن والأمَّة، وكان لها الموقفُ الصادق في كل حدث من الأحداث التي شهدتها الساحة السورية.  
اجتمع في المدرسة نخبةٌ من المدرِّسين المؤمنين بالمبادئ الوطنية وضرورة النضال ومحاربة المحتل، فأُنشئت لجنة طلَّاب المأمون، وانطلقت الإضرابات والمظاهرات من المدرسة مع ترديد الأناشيد الوطنية، وكثيرًا ما كانت تؤدِّي إلى صِدامات مع الأمن وجيش الانتداب، وقد استُشهد عدد من طلَّابها وأساتذتها وإدارييها في هذه الصدامات، مثل الشهداء أحمد القدسي، وعبد العزيز حاووط، وعبد الحميد بن شعبان زيدي. 
وتعد ثانوية المأمون بحلب المدرسةَ الوحيدة التي استمرَّت بأداء وظيفتها على امتداد أكثر من قرن، دون انقطاع سوى مرَّتين؛ الأولى في عام 1919 عندما احتلَّها الجيش الإنكليزي بعد انتهاء الحرب العالمية الأولى، والثانية في العام الدراسي 1939- 1940 عندما حوَّلها الفرنسيون إلى ثُكْنة عسكرية.

## الذكرى الماسية
احتفلت الثانوية عام 1968 بالذكرى الماسية، بمناسبة مرور (75 سنة) على إنشائها. وكان احتفالًا لافتًا، وترك أثرًا حسنًا، وتوِّج بإصدار كتاب (المأمون الذكرى الماسيَّة)، وهو كتاب توثيقي غني بالمعرفة والذكريات والمقالات المفيدة. وقد ذُكرت تفاصيل هذا الحدث المهم في كتاب الذكرى المئوية، حين أقيمَ معرِضٌ فني وعلمي بمشاركة جميع المدرِّسين المختصِّين والطلَّاب مدَّة عشَرة أيام؛ اشتمل على جناح للرسم، وللتاريخ والنقود والطوابع والمخطوطات، وللجغرافيا، وللتصوير الضوئي، وللعلوم الفيزيائية والكيميائية، وللعلوم الطبيعية، وللزخارف.. إلخ.
ولهذا المعرِض فضلٌ في كشف مواهب فنانين شقُّوا طريقهم بثبات وقدرة، منهم: سعد يكن، ومأمون صقَّال، وعصمت عبد القادر. وأُقيم احتفالٌ خطابي وفني في بهو الثانوية حضره جمهورٌ من نخبة المثقفين والمفكِّرين، منهم: زكي الأرسوزي، وسليمان العيسى، عبد الغني جودة. ورافقه حفل فني في مسرح رعاية الشباب بحلب، لثلاثة أيام، وصوَّره التلفاز وعرضه يوم الخميس 23 مايو (أيار) 1968.

## الذكرى المئوية
في عام 1992 كان الاحتفال الرسمي بمناسبة إحياء الذكرى المئوية للثانوية، وقد كُلِّلَ بإصدار "الكتاب المئوي التذكاري". وهو كتاب حوى كلماتِ المهرجان والمسؤولين وذكرياتِ المدرِّسين والمديرين والطلَّابِ السابقين. وحَفَلَ بصور تذكاريةٍ جميلة، وبقصائدَ تتغنَّى بالمأمون وفضلِها. ويضاف إلى الكتابين المهمَّين المذكورين عدَّة أعداد من "مجلة المأمون" الغنية بالفوائد صدرت عام 1967- 1968.

## في مديح الثانوية
تحدَّث القاضي سعد زغلول الكواكبي عن ذكرياته في الثانوية قائلًا: أثارتني وقعة يوم الأحد 9 آذار 1941 في مدرسة التجهيز مع الجيش الفرنسي، فقلت:

## ترميم المدرسة
مع إعلان حلب عاصمةَ الثقافة الإسلامية عام 2006، توقفت الدراسة في الثانوية، وبقيت مدَّة في طَور الترميم الذي تبرَّع به عبد العزيز السخني، أحد طلَّابها القُدامى الذي كان قد باشر الإشراف على التنفيذ بكلفة زادت على 60 مليون ليرة سورية، وكانت في عام 2010 تمرُّ بالمراحل النهائية من عملية الترميم، وقد أزيلت الأسوارُ الحاجبة لها، وأعيدت إليها القُضبان الحديدية المزخرفة قبل أن يُعادَ افتتاحها.

## أعلام طلابها
- الأديب والشاعر الشيخ بدر الدين النعساني
- توفيق المنجد
- الأديب خليل هنداوي
- الفنان الأديب فاتح المدرس
- الشيخ جميل العقاد
- الروائي شكيب الجابري
- الدكتور الفيلسوف حميد أنطاكي
- المفكر زكي الأرسوزي
- الرسام محمد وهبي الحريري
- الشاعر سليمان العيسى
- العلامة محمود فاخوري
- المربي الرياضي عارف ترمانيني
- الدكتور الأديب عبد السلام العجيلي
- الدكتور بشير الكاتب عميد كلية الطب لسنوات
- الأديب حسيب كيالي
- المخرج الفنان صلاح دهني
- الدكتور عمر الدقاق عميد كلية الآداب سابقًا
- الشاعر عمر أبو قوس
- السيد مجد الدين الجابري الذي رأسَ بلدية حلب
- المربي إبراهيم حلمي الغوري
- الدكتور عبد الكريم الأشتر
- الروائي جورج سالم
- الدكتور سلمان قطايا
- الدكتور إحسان شيط
- الدكتور إلياس فرح
- الدكتور مأمون صقال
- الدكتور محمد نديم فاضل العالم النحوي المحقق.
- الشاعر الشاب أحمد قصير، المفكر والفيلسوف والفيزيائي، واضع مبدأ المنطق النسبي.[1]